# Nemes Gábor (vízilabdázó)
Nemes Gábor (Budapest, 1964. november 30. –) magyar vízilabdakapus, olimpikon.

## Pályafutása
A KSI-ben kezdett vízilabdázni. 1983-ban a Vasas játékosa lett. 1984-ben magyar bajnok és BEK győztes lett. Emellett az év magyar vízilabdázójának választották. 1985-ben ötödik volt az Eb-n és a Vasassal KEK-et nyert. 1989-ben világkupa bronzérmet szerzett. Az Európa-bajnokságon kilencedik volt. 1991-től az olasz Catania játékosa lett. 1991-ben vb harmadik, vk negyedik és Eb ötödik helyezést ért el. A következő évben hatodik lett az olimpián. 1992-ben a BVSC-hez igazolt. 1993-ban az Európa-bajnokságon ezüstérmes volt. Ezután a spanyol Mediterrani csapatában szerepelt. Klubjával a KEK döntőjébe jutott. A következő szezontól Magyarországon játszott.

## Eredményei
- Magyar bajnokság
  - bajnok (1984, 1989)
  - ezüstérmes (1985, 1990, 1993)
  - bronzérmes (1986, 1999, 2000)
- magyar kupa
  - győztes (1984, 1995, 1999)
- Spanyol bajnokság
  - ezüstérmes (1994)
- bajnokcsapatok Európa-kupája
  - győztes (1984)
- kupagyőztesek Európa-kupája
  - győztes (1985)

- Világbajnokság
  - bronzérmes (1991)
- Világkupa
  - bronzérmes (1989)
- Európa-bajnokság
  - ezüstérmes (1993)

## Családja
Felesége Papp Anikó, modell.
Gyerekek Nemes Kata Dominika, Nemes Borbála Lili (Vasas SC röplabda)